# Born to Touch Your Feelings: Best of Rock Ballads
Born to Touch Your Feelings: Best of Rock Ballads е официална компилация на германската рок група „Скорпиънс“, издадена на 24 ноември 2017 г. от „Сони Мюзик“. Тя съдържа повечето от популярните балади на групата, включително записаната отново, този път акустична версия на песента Send Me an Angel, както и напълно новите Melrose Avenue и Always Be with You, записани специално за тази компилация.

## Обща информация и концепция
Скорпиънс получават предложение от звукозаписната компания „Сони Мюзик Ентъртейнмънт“ да издадат сборен албум, включващ голяма част от популярните балади на групата, както и да се запишат няколко нови песни, които също да се включат в Born to Touch Your Feelings: Best of Rock Ballads. Групата записва две напълно нови песни Melrose Avenue (композирана от Матиас Ябс, вдъхновена от начина на живот в Лос Анджелис, Калифорния) и Always Be with You (написана от Рудолф Шенкер малко след рождения ден на по-малкия му син). В средата на месец септември, „Скорпиънс“ завършват записите на компилацията.
На 22 октомври 2017 г., групата анонсира компилацията и списъка с включените песни в нея. Изданието съдържа седемнадесет балади, включително студио версиите на Born to Touch Your Feelings и When You Came into My Life от бонус диска в специалното издание на албума MTV Unplugged In Athens Tour Edition (2014), Wind of Change и „Still Loving You от Comeblack (2011), както и преработените версии на песните Always Somewhere, Holiday, When the Smoke Is Going Down и Lady Starlight. Освен това, Born to Touch Your Feelings: Best of Rock Ballads съдържа Lonely Nights от Face the Heat (1993), Gypsy Life от Return to Forever (2015), The Best Is Yet to Come  от Sting in the Tail (2010), радио версията на Eye of the Storm, която преди това е налична само като дигитално издание на същата песен и сингъл задно с House of Cards и двете от Return to Forever (2015), напълно нова акустична версия на Send Me an Angel, студио версия на Follow Your Heart, включително две нови песни Melrose Avenue и Always Be with You.

## Издаване
На 10 ноември 2017 г. е издаден единственият официален сингъл Follow Your Heart, а няколко дни по-късно, на 15 ноември е издаден и видеоклип на Follow Your Heart включващ и текста на песента. Официалната световна премиера на Born to Touch Your Feelings: Best of Rock Ballads е 24 ноември 2017 г., компилацията е издадена на компакт диск, гейтфолд рекламно издание, дългосвиреща плоча, дигитално сваляне от различни интернет платформи, както и като стрийминг медия.

## Списък с песните
| Born to Touch Your Feelings: Best of Rock Ballads, 2017 | Born to Touch Your Feelings: Best of Rock Ballads, 2017                                    | Born to Touch Your Feelings: Best of Rock Ballads, 2017                                                                                   | 78:25 |
| #                                                       | Заглавие на песента                                                                        | Автор(и) | Време |
| 1.                                                      | Born to Touch Your Feelings (Студио версия от MTV Unplugged In Athens Tour Edition (2014)) | Текст: Клаус Майне. Музика: Рудолф Шенкер.                                                                                                | 4:02  |
| 2.                                                      | Still Loving You (от Comeblack (2011))                                                     | Текст: Клаус Майне. Музика: Рудолф Шенкер.                                                                                                | 6:43  |
| 3.                                                      | Wind of Change (от Comeblack (2011))                                                       | Текст: Клаус Майне. Музика: Клаус Майне.                                                                                                  | 5:08  |
| 4.                                                      | Always Somewhere (преработена версия (2015))                                               | Текст: Клаус Майне. Музика: Рудолф Шенкер.                                                                                                | 4:54  |
| 5.                                                      | Send Me an Angel (нова акустична версия (2017))                                            | Текст: Клаус Майне. Музика: Рудолф Шенкер.                                                                                                | 4:19  |
| 6.                                                      | Holiday (преработена версия (2015))                                                        | Текст: Клаус Майне. Музика: Рудолф Шенкер.                                                                                                | 6:31  |
| 7.                                                      | Eye of the Storm (от дигитално издание на сингъла Eye of the Storm (2015))                 | Текст: Клаус Майне. Музика: Рудолф Шенкер, Микаел Норд и Мартин Хансен.                                                                   | 3:22  |
| 8.                                                      | When the Smoke Is Going Down (преработена версия (2015))                                   | Текст: Клаус Майне. Музика: Рудолф Шенкер.                                                                                                | 3:51  |
| 9.                                                      | Lonely Nights (от Face the Heat (1993))                                                    | Текст: Клаус Майне. Музика: Рудолф Шенкер.                                                                                                | 4:49  |
| 10.                                                     | Gypsy Life (от Return to Forever (2017))                                                   | Текст: Клаус Майне. Музика: Рудолф Шенкер.                                                                                                | 4:52  |
| 11.                                                     | House of Cards (радио версия от сингъла We Built This House 7 (2017))                      | Текст: Клаус Майне. Музика: Рудолф Шенкер.                                                                                                | 4:28  |
| 12.                                                     | The Best Is Yet to Come (от Sting in the Tail (2010))                                      | Текст: Рудолф Шенкер, Фредрик Томантандер, Андерс Уикстрьом, Ерик Базилиан. Музика: Фредрик Томантандер, Андерс Уикстрьом, Ерик Базилиан. | 4:32  |
| 13.                                                     | When You Came Into My Life (Студио версия от MTV Unplugged In Athens Tour Edition (2014))  | Текст: Клаус Майне, Рудолф Шенкер, Титек Пуспа, Джеймс Съндах. Музика: Клаус Майне, Рудолф Шенкер, Титек Пуспа, Джеймс Съндах.            | 3:32  |
| 14.                                                     | Lady Starlight (преработена версия (2015))                                                 | Текст: Клаус Майне. Музика: Рудолф Шенкер.                                                                                                | 6:16  |
| 15.                                                     | Follow Your Heart (нова версия (2017))                                                     | Текст: Клаус Майне. Музика: Рудолф Шенкер.                                                                                                | 4:05  |
| 16.                                                     | Melrose Avenue (нова песен)                                                                | Текст: Клаус Майне, Матиас Ябс. Музика: Матиас Ябс.                                                                                       | 3:32  |
| 17.                                                     | Always Be with You (нова песен)                                                            | Текст: Клаус Майне, Микаел Норд и Мартин Хансен. Музика: Рудолф Шенкер.                                                                   | 3:29  |

## Музиканти
- Клаус Майне – вокали
- Рудолф Шенкер – ритъм китари, вокали, задни вокали
- Матиас Ябс – основни китари, задни вокали, аранжимент на „Born to Touch Your Feelings“ и „When You Came Into My Life“
- Павел Монцивода – бас китара, задни вокали
- Мики Дий – барабани на „Follow Your Heart“, „Melrose Avenue“ и „Always Be with You“

## Позиция в класациите
| Класация (2017)   | Позиция |
| ----------------- | ------- |
| Белгия (Фландрия) | 54      |
| Белгия (Валония)  | 56      |
| Великобритания    | 22      |
| Германия          | 42      |
| Гърция            | 21      |
| Испания           | 43      |
| Португалия        | 23      |
| Франция           | 81      |
| Швеция            | 48      |
| Южна Корея        | 15      |